# Station Kertosono
Kertosono is een spoorwegstation in de Indonesische provincie Oost-Java.

## Bestemmingen
- Bima: naar Station Jakarta Kota en Station Surabaya Gubeng
- Argo Wilis: naar Station Bandung en Station Surabaya Gubeng
- Turangga: naar Station Bandung en Station Surabaya Gubeng
- Gajayana: naar Station Jakarta Kota en Station Malang
- Malabar: naar Station Malang en Station Bandung
- Sancaka: naar Station Yogyakarta en Station Surabaya Gubeng
- Bangunkarta: naar Station Pasar Senen en Station Jombang
- Mutiara Selatan: naar Station Bandung en Station Surabaya Gubeng
- Gaya Baru Malam Selatan: naar Station Jakarta Kota en Station Surabaya Gubeng
- Pasundan: naar Station Kiaracondong en Station Surabaya Gubeng
- Matarmaja: naar Station Pasar Senen en Station Malang
- Brantas: naar Station Tanahabang en Station Kediri
- Logawa: naar Station Purwokerto en Station Jember
- Sri Tanjung: naar Station Lempuyangan en Station Banyuwangi Baru
- Kahuripan: naar Station Padalarang en Station Kediri
- Rapih Dhoho: naar Station Blitar en Station Surabaya Gubeng
- Senja Kediri: naar Station Pasar Senen en Station Kediri